# Neoproščeno
Neoproščeno (angleško Unforgiven) je ameriški antivestern iz leta 1992, ki ga je produciral in režiral Clint Eastwood po scenariju Davida Peoplesa. Film prikazuje zgodbo Williama Munnyja, starajočega se izobčenca in morilca, ki sprejme še zadnjo akcijo po tem, ko se je bil že preusmeril v kmetovanje. V glavni vlogi nastopa Eastwood, ob njem pa še Gene Hackman, Morgan Freeman in Richard Harris. Eastwood je napovedal, da je to njegov zadnji vestern zaradi strahu, da bi se drugače začel ponavljati ali posnemati dela koga drugega.
Premierno je bil prikazan 3. avgusta 1992 v kinematografu Fox Bruin Theater v Los Angelesu, drugod po ZDA pa štiri dni kasneje. Na 65. podelitvi je bil nominiran za oskarja v devetih kategorijah, osvojil pa štiri, za najboljši film in režijo (oba Eastwood), najboljšega stranskega igralca (Hackman) ter najboljšo montažo (Joel Cox). Kot tretji vestern je osvojil oskarja za najboljši film, pred njim je to uspelo le filmoma Cimarron (1931) in Pleše z volkovi (1990). Nominiran je bil tudi za pet nagrad BAFTA, edino je osvojil Hackman za najboljšega stranskega igralca, in štiri zlate globuse, osvojil je nagradi za najboljšo režijo in (Eastwood) najboljšega stranskega igralca (Hackman). Leta 2004 pa ga je ameriška Kongresna knjižnica kot »kulturno, zgodovinsko ali estetsko pomemben film« uvrstila tudi v Narodni filmski register.

## Vloge
- Clint Eastwood kot William »Will« Munny
- Gene Hackman kot »Little« Bill Daggett
- Morgan Freeman kot Ned Logan
- Richard Harris kot English Bob
- Jaimz Woolvett kot Schofield Kid
- Saul Rubinek kot W. W. Beauchamp
- Frances Fisher kot Strawberry Alice
- Anna Levine kot Delilah Fitzgerald
- Rob Campbell kot Davey Bunting
- Anthony James kot Skinny Dubois
- Liisa Repo-Martell kot Faith
- Jeremy Ratchford kot pomočnik šerifa Andy Russell
- Shane Meier kot William Munny ml.
- David Mucci kot Quick Mike
- Tara Frederick kot Little Sue
- Ron White kot Clyde Ledbetter
- John Pyper-Ferguson kot Charley Hecker
- Beverley Elliott kot Silky
- Josie Smith kot Crow Creek Kate
- Frank C. Turner kot Fuzzy
- Lochlyn Munro kot Texas Slim
- Jefferson Mappin kot Fatty Rossiter
- Philip Maurice Hayes kot Lippy MacGregor